# Tilloy-lès-Mofflaines
Tilloy-lès-Mofflaines ist eine französische Gemeinde mit 1.564 Einwohnern (Stand: 1. Januar 2022) im Département Pas-de-Calais in der Region Hauts-de-France. Die Gemeinde gehört zum Arrondissement Arras und zum Arras-3 (bis 2015: Kanton Arras-Sud). Die Einwohner werden Tilloysiens genannt.

## Geographie
Tilloy-lès-Mofflaines liegt drei Kilometer südwestlich des Stadtzentrums von Arras. Umgeben wird Tilloy-lès-Mofflaines von den Nachbargemeinden Saint-Laurent-Blangy im Norden, Feuchy im Osten und Nordosten, Wancourt im Süden und Südosten, Neuville-Vitasse im Süden, Beaurains im Südwesten sowie Arras im Westen und Nordwesten.

## Bevölkerungsentwicklung
| Jahr                      | 1962 | 1968 | 1975 | 1982 | 1990 | 1999 | 2008 | 2013 |
| ------------------------- | ---- | ---- | ---- | ---- | ---- | ---- | ---- | ---- |
| Einwohner                 | 679  | 773  | 744  | 806  | 1309 | 1329 | 1398 | 1449 |
| Quelle: Cassini und INSEE |      |      |      |      |      |      |      |      |

## Sehenswürdigkeiten
- Kirche Saint-Brice, nach dem Ersten Weltkrieg wieder aufgebaut
- Park René-Lefrère mit Schloss
- Britischer Militärfriedhof

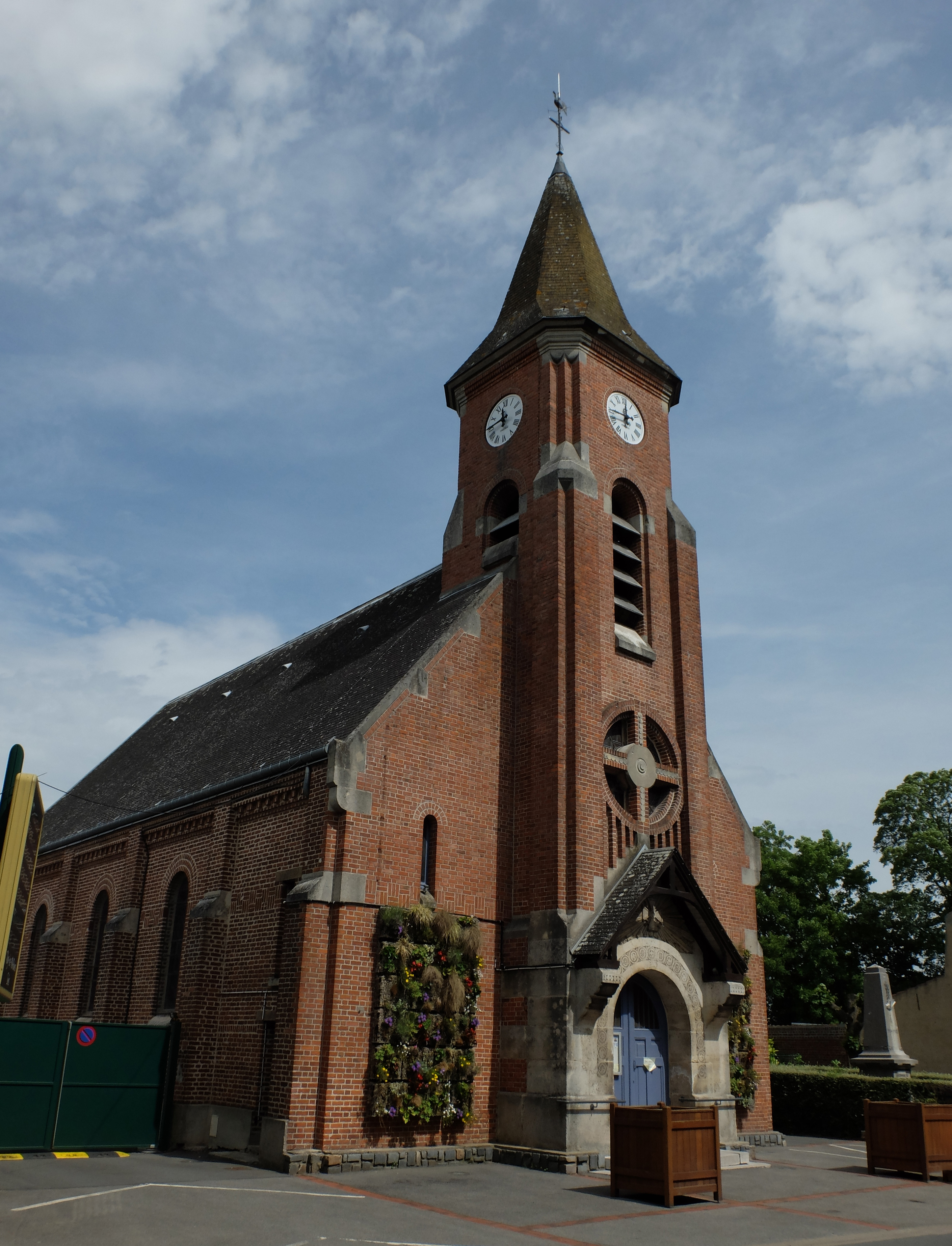
Kirche Saint-Brice
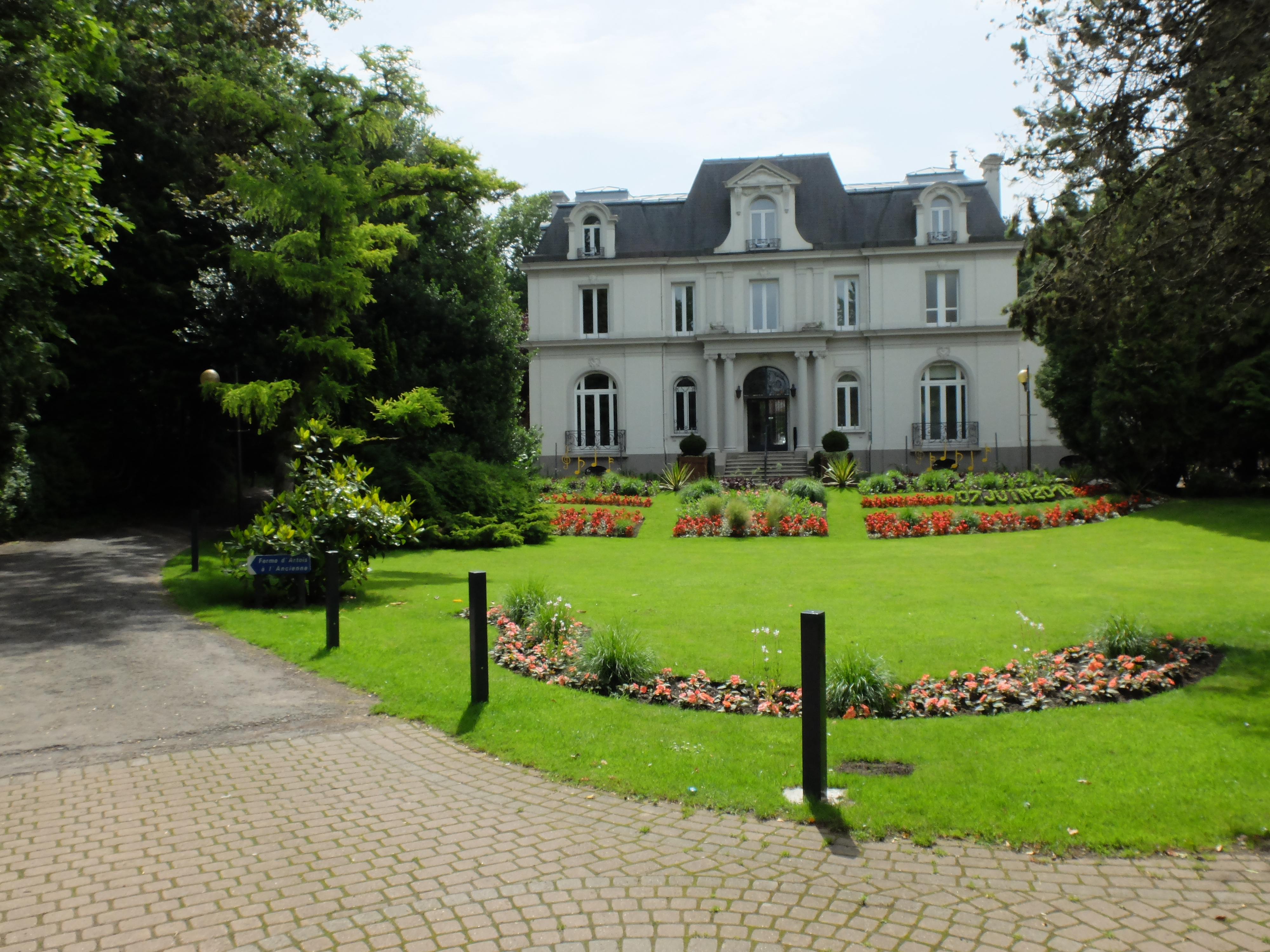
Park René-Lefrère